# هوماکائو، پورتوریکو
هوماکائو (به لاتین: Humacao) یک منطقهٔ مسکونی در پورتوریکو است که در پورتوریکو واقع شده‌است.
 هوماکائو ۱۴۳٫۶۳ کیلومتر مربع مساحت و ۵۸٬۴۶۶ نفر جمعیت دارد.